# Luiz Lauro Filho
Luiz Lauro Ferreira Filho (Campinas, 10 de junho de 1978 — Campinas, 18 de maio de 2020) foi um publicitário e político brasileiro. Filiado ao PSDB, foi eleito deputado federal por São Paulo nas eleições estaduais de 2014. Era sobrinho de Jonas Donizette, atual prefeito de Campinas.

## Biografia
Filiado ao PSDB, foi eleito deputado federal. No segundo ano de mandato, foi eleito presidente da Comissão de Meio Ambiente e Desenvolvimento Sustentável da Câmara de Deputados para o período de 2016 a 2017. Em 2017, foi eleito o 2º vice-presidente da Comissão de Relações Exteriores e de Defesa Nacional, uma das 23 comissões permanentes da Casa, responsável por debater e aprovar matérias relacionadas às áreas de defesa e de política externa brasileira.
Votou a favor do Processo de impeachment de Dilma Rousseff. Já durante o Governo Michel Temer, votou a favor da PEC do Teto dos Gastos Públicos. Em abril de 2017 foi favorável à Reforma Trabalhista. Em agosto de 2017 votou a favor do processo em que se pedia abertura de investigação do então presidente Michel Temer.

## Após 2018
Nas eleições de 2018, filiado ao PSB, não consegui se reeleger, terminou como primeiro suplente. Em dezembro de 2019, foi expulso pela executiva municipal do partido, migrando então para o PSDB. A ação foi considerada uma manobra pela direção nacional do PSB, que cancelou a expulsão e entrou na justiça para reaver o mandato de Luiz Lauro, que no mesmo mês da expulsão assumiu o mandato após a licença Jefferson Campos. A expulsão foi parte de um acordo firmado entre o seu tio, prefeito de Campinas Jonas Donizette e o governador João Doria Junior, do PSDB, para que o partido do governador pudesse ter deputados o suficiente para escolha de Beto Pereira como líder.
Em abril de 2020, foi efetivado deputado federal com a morte de Luiz Flávio Gomes, mas acabou falecendo no mês seguinte vítima de um infarto. Com isso, Ricardo Augusto Machado da Silva, segundo suplente, assumiu o mandato, resgatando o mesmo para o PSB.